# Pier Maria Cecchini (1957)
Pier Maria Cecchini (Roma, 24 novembre 1957) è un attore e regista italiano.

## Biografia
Nato a Roma ma cresciuto a Viterbo, studia nella scuola teatrale di Luigi Squarzina, e dopo una lunga gavetta teatrale debutta in un piccolo ruolo nel film I miei primi quarant'anni, al fianco di Massimo Venturiello dove recitava anche Carol Alt. L'anno successivo è nel film Ad un passo dall'aurora al fianco di Adriana Russo. Nel 1989 ebbe un ruolo da coprotagonista nell'horror Massacre di Andrea Bianchi, sempre nello stesso anno partecipa come uno dei conduttori nel programma Stasera Lino al fianco di Heather Parisi e Lino Banfi.
Inoltre è presente nel cast della sitcom Stazione di servizio con il ruolo dell'agente Nando Proietti, partecipando a 80 episodi. Poi inizia a farsi notare nel 1991 in Abbronzatissimi e nel 1993 in Abbronzatissimi 2 - Un anno dopo. Nel 1992 è tra i protagonisti del film Gole ruggenti di Pier Francesco Pingitore, e sempre nello stesso anno è nel film Cattive ragazze con la regia Marina Ripa di Meana che però si rivela un flop.
Nel 1993 vince con Trullallero trullallà al Festival Internazionale dell'Umorismo a Bordighera il premio teatrale come autore per il miglior testo comico dell'anno. Nel 1994 interpreta Giulio nel film I mitici - Colpo gobbo a Milano di Carlo Vanzina al fianco di Claudio Amendola. Sempre nel 1994 debutta in veste di direttore artistico nel programma Yogurt con Pino Campagna e I Fichi d'India. Nel 1996 interpreta Guido Scortichini nel film La classe non è acqua, ed è in teatro con Alessandro Gassmann e Gianmarco Tognazzi come coprotagonista nella commedia teatrale I testimoni.
Nel 1997 recita nel film Facciamo fiesta al fianco di Alessandro Gassmann e di Gianmarco Tognazzi. Nel 1999 recita come protagonista nella commedia Boom al fianco di Brad Harris ed Eliana Miglio e nel film TV Come quando fuori piove al fianco di Enzo Iacchetti e Vanessa Gravina con la regia di Bruno Gaburro. Nel 2000 recita nel film Il grande botto nel ruolo di un calciatore e nello sceneggiato Rai Delitto in prima serata. Nel 2002 recita al fianco di Antonio Albanese, nella commedia Il nostro matrimonio è in crisi, dove interpreta il dottor Bigazzi, poi interpreta Cirino Borsi il cinico marito di Lunetta Savino nella fiction Il bello delle donne. 
Nel 2004 ha avuto un piccolo ruolo nel thriller di Dario Argento Il cartaio, inoltre è in teatro con la commedia Casina al fianco di Corinne Cléry, è presente nelle fiction Con le unghie e con i denti e Part Time. Nel 2005 interpreta il cardinale Della Rovere nella fiction Imperia, la grande cortigiana con Manuela Arcuri, e interpreta il ruolo di Bruno Mascio nella serie-tv Il maresciallo Rocca con Gigi Proietti. Nel 2006 ha interpretato il marito di Nancy Brilli nella serie Caterina e le sue figlie, poi partecipa alla fiction Domani è un'altra truffa al fianco di Paolo Triestino e Alvaro Vitali.
Sempre nel 2006 al Teatro Olimpico di Roma interpreta l'Inquisitore nel musical Storie dell'Inquisizione: Giovanna D'Arco con la regia di Franco Miseria. Nel 2008 ha interpretato Lazzaro Marchitelli, il terribile professore di ginnastica, nella seconda stagione della serie tv I Cesaroni. Il 7 novembre 2008 esce nelle sale il suo film Il pugile e la ballerina dove interpreta il ruolo di Marcellone. Sempre nello stesso anno, insieme a Franco Miseria cura la regia del musical Oltre la barriera casse, portato in scena a Foligno dalla Compagnia OLBC. Nel 2009 è nel cast di R.I.S. 5 - Delitti imperfetti nel ruolo dell'avvocato Siciliano.
Nel 2016 entra nel cast della soap opera Un posto al sole nel ruolo di Gigi Del Colle. Nello stesso anno sostituisce Orso Maria Guerrini nel ruolo dell'omino coi baffi della pubblicità della birra Moretti. Nel 2020 è nel cast del nuovo film di Carlo Verdone Si vive una volta sola.

## Filmografia

### Cinema
- I miei primi 40 anni, regia di Carlo Vanzina (1987)
- Massacre, regia di Andrea Bianchi (1989)
- Ad un passo dall'aurora, regia di Mario Bianchi (1989)
- Abbronzatissimi, regia di Bruno Gaburro (1991)
- Cattive ragazze, regia di Marina Ripa di Meana (1992)
- Gole ruggenti, regia di Pier Francesco Pingitore (1992)
- Abbronzatissimi 2 - Un anno dopo, regia di Bruno Gaburro (1993)
- I mitici - Colpo gobbo a Milano, regia di Carlo Vanzina (1994)
- La classe non è acqua, regia di Cecilia Calvi (1997)
- Facciamo fiesta, regia di Angelo Longoni (1997)
- Boom, regia di Andrea Zaccariello (1999)
- Il grande botto, regia di Leone Pompucci (2000)
- Il nostro matrimonio è in crisi, regia di Antonio Albanese (2002)
- Il cartaio, regia di Dario Argento (2004)
- Il pugile e la ballerina, regia di Francesco Suriano (2008)
- Aspromonte, regia di Hedy Krissane (2012)
- Colpi di fulmine, regia di Neri Parenti (2012)
- Fratelli di sangue, regia di Pietro Tamaro (2016)
- Tolo Tolo, regia di Checco Zalone (2020)
- Burraco fatale, regia di Giuliana Gamba (2020)
- Si vive una volta sola, regia di Carlo Verdone (2021)
- Il quaderno nero dell'amore, regia di Marilù S. Manzini (2021)
- Ma tu mi vuoi bene, regia di Pier Maria Cecchini (2022)
- Avanzers Italian Super Heroes, regia di Cosimo Bosco (2023)

### Televisione
- Stasera Lino (1989)
- Stazione di servizio, regia di Felice Farina – serie TV (1989)
- Senator (1992)
- Un commissario a Roma (1993)
- La villa dei misteri (1997)
- Come quando fuori piove, regia di Bruno Gaburro – film TV (1998)
- Linda e il brigadiere (1999)
- Questa casa non è un albergo, regia di Raffaele Mertes (1999)
- Un prete tra noi, episodio 2x02 (1999)
- Casa famiglia (2000)
- Delitto in prima serata, regia di Alessandro Capone (2000)
- Sospetti (2000)
- La casa delle beffe, regia di Pier Francesco Pingitore – miniserie TV (2000)
- Prigioniere del cuore (2000)
- Il bello delle donne, 4 episodi (2001-2002)
- Carabinieri 2 (2003)
- Con le unghie e con i denti (2004)
- Part Time (2004)
- Imperia la grande cortigiana (2005)
- Il maresciallo Rocca, episodio 5x04 (2005)
- Domani è un'altra truffa (2006)
- Caterina e le sue figlie 2, 6 episodi (2007)
- Di che peccato sei (2007)
- Carabinieri 6 (2007)
- I Cesaroni, episodio 2x04 (2008)
- 7 vite (2009)
- R.I.S. 5 - Delitti imperfetti, episodi 5x01, 5x03 e 5x04 (2009)
- Le segretarie del sesto (2009)
- Un posto al sole, 6 episodi (2016)

## Teatro
- Squali - Una storia vera e un sogno, regia di T. Allotta
- Storie dell'inquisizione - Giovanna D'Arco, regia di Franco Miseria e Pier Maria Cecchini
- Le allegre comari di Windsor, regia di Luigi Squarzina
- La mandragola, regia di V. Cipolla e M. Palazzetti
- Dramma sacro, regia di Orazio Costa
- La piazzetta, regia di Mario Castellacci
- A proposito di Mozart, regia di R. Iovino
- Santo disonore, regia di Fiorenzo Fiorentini
- Uno sguardo dal ponte di Arthur Miller
- Centrale atomica a pizzacavallo, regia di Mario Castellacci
- Cuor di limone, regia di M. Palazzetti
- Pellegrino che venghi da Roma, regia di Ennio Coltorti
- Che passione il varietà, regia di Fiorenzo Fiorentini
- Basilio e l'amico metro, regia di A. Zucchi
- Ed io che mi immaginavo un film, regia di P. Montesi
- Testimoni, regia di Angelo Longoni
- Uomini targati Eva, regia di Pino Ammendola e Nicola Pistoia
- Troppo sconosciuti sotto il letto, regia di F. Crisafi
- Il caso Fedra, regia di M. Panici
- Autovelox, regia di Pier Maria Cecchini
- La chanson, regia di P. Castellacci
- Farsa Italia, regia di P. Castellacci
- Tiramisud, regia di P. Castellacci
- Interno con limoncello, regia di Pier Maria Cecchini
- Intrappolati, regia di Pier Maria Cecchini
- Altofragile, regia di Pier Maria Cecchini
- Liliom, regia di Pier Maria Cecchini
- Il colpo della strega, regia di F. Crisafi
- Nozze di Figaro, regia di M. Panici
- Don Giovanni, regia di M. Panici
- Così fan tutte, regia di Angelo Longoni
- Il flauto magico, regia di F. Crisafi
- Sinfonia alla veneziana, regia di M. Panici
- Il povero Piero, regia di Pier Maria Cecchini
- La vita secondo io, regia di Pier Maria Cecchini

### Autore
- Dillo a parole tue, regia di P. Montesi
- Non contate su di noi, regia P. Cecchini
- Donne dannate in pausa danno, regia P. Cecchini
- Aspettando metrò, regia di P. Castellacci
- Il sapore del pane, regia di P. Cecchini
- A sud di Dio, regia di P. Cecchini
- Pane amore e... fantasie, regia di Franco Miseria
- Ti RaCcanto, regia di P. Cecchini

### Autore e regista
- Non ho mai ballato il flamenco, di Piermaria Cecchini
- 50 sfumature di etrusco, di Piermaria Cecchini
- Solo la sera sono serio, di Piermaria Cecchini
- La vita secondo io di Piermaria Cecchini
- Quando le donne dissero di no
- Chiamami Ernesto di O. Wilde
- Ti RacCanto di P. Cecchini
- Il povero Piero di Achille Campanile
- Balla co a Lupa di Claudio Fabi
- La mia donna è sempre più differente
- Intrappolati
- Me vien da ridere
- Ke Komici
- Tango
- Il sogno diventa... realtà
- Stai a capì
- Oceano mare
- Oltre la barriere casse
- Uh
- Fermata obbligatoria (con i Mammamia che impressione e A. Pesaturo)
- Pane amore e cabaret (rassegna di giovani cabarettisti alla ribalta)
- A sud di Dio
- Lupus af-fabula
- Trullallero trullallà
- Non contate su di noi
- Quattro gatte da pelare
- Donne dannate in pausa danno
- Benvenuti a Medidor (commedia musicale)
- Quando arriva Kuroka (commedia)
- Patatra (spettacolo di cabaret)
- Il circo di miseria (commedia)
- Fratello di sangue (commedia)
- Rumors di N. Simon
- Liliom da Molnar
- Megaplus
- L'uomo dal fiore in bocca
- Il sapore del pane (per la beatificazione di Padre Annibale di Francia)
- Forza venite gente (di M. Castellacci- musical)
- Promessi sposi (di M. Cinque - musical)
- Via col vento (di M. Cinque - musical)

### Cortometraggi
- Qui sarai al sicuro, regia di Salvatore Mazza (2004)
- AMARiRicORDI, regia di Pier Maria Cecchini (2014)

### Sceneggiatore
- Oltre la barriere casse

## Radio
- Le piace la radio?
- Notturno italiano
- Pataradio